# جوئل سونورا
جوئل سونورا (انگلیسی: Joel Soñora؛ زادهٔ ۱۵ سپتامبر ۱۹۹۶) بازیکن فوتبال اهل ایالات متحده آمریکا است.
از باشگاه‌هایی که در آن بازی کرده‌است می‌توان به باشگاه فوتبال اشتوتگارت اشاره کرد.
وی همچنین در تیم‌های ملی فوتبال United States men's national under-17 soccer team و United States men's national under-20 soccer team بازی کرده‌است.